# هينتر تيربيرغ
هينتر تيربيرغ (بالإنجليزية: Hinter Tierberg)‏ هو أحد جبال سلسلة جبال الألب أوري وجزء من القمة الأم داماستوك يقع في كانتون برن وكانتون أوري، سويسرا. يبلغ ارتفاع الجبل حوالي 3447 متر، بينما يبلغ ارتفاع نتوء الجبل 187 متر.